# No culpes a la noche
No Culpes a la Noche: The Club Remixes é um álbum de remix do cantor mexicano Luis Miguel, lançado em 2009.

## Faixas
| N.º            | Título                                           | Compositor(es)                                 | Duração |  |
| 1.             | "Alguién Como Tú (ROCASound Mix)"                | Ángel Marquez                                  | 5:56    |  |
| 2.             | "Como Es Posible Que A Mí Lado (Hex Hector Mix)" | Alejandro Asensi Kiko Cibrián Luis Miguel      | 4:44    |  |
| 3.             | "Si Te Vás (ROCASound Mix)"                      | Cibrián Salvador Tercero                       | 4:13    |  |
| 4.             | "Eres (Dario Gomez & Vlaz Diaz Mix)"             | Edgar Cortázar Francisco Loya Salo Loya Miguel | 5:18    |  |
| 5.             | "Suave (Dario Gomez & Vlaz Diaz Mix)"            | Orlando Castro Cibrián                         | 5:18    |  |
| 6.             | "Será Que No Me Amas (Hex Hector Mix)"           | Juan Carlos Calderón                           | 4:41    |  |
| 7.             | "Sol, Arena y Mar (Danny Saber Club Mix)"        | Loyo Miguel Arturo Pérez                       | 4:37    |  |
| 8.             | "Vuelve (Arena Mix)"                             | Asensi Cortázar Loyo Miguel                    | 4:13    |  |
| 9.             | "Te Propongo Esta Noche (Hex Hector Mix)"        | Asensi Miguel Pérez                            | 6:13    |  |
| 10.            | "Tu Imaginación (Long Mix)"                      | Manuel Alejandro Victor Feijóo                 | 7:57    |  |
| Duração total: | Duração total:                                   | Duração total:                                 | 48:57   |  |

## Charts
| Chart (2009)                    | Posição |
| ------------------------------- | ------- |
| Billboard Latin Pop Albums      | 2       |
| Billboard Top Electronic Albums | 10      |
| Billboard Top Latin Albums      | 4       |

## Vendas e certificações
| Região | Certificação | Vendas/distribuição |
| --- | ------------ | ------------------- |
| Argentina (CAPIF) | Ouro         | 20.000x             |
| México (AMPROFON) | Platina+Ouro | 120.000^            |
| *vendas baseadas apenas na certificação ^distribuições baseadas apenas na certificação xdistribuições não-especificadas baseadas apenas na certificação |              |                     |